# Ga trung tâm cộng đồng Nonthaburi MRT

Bảng hiệu Ga trung tâm cộng đồng Nonthaburi

Ga trung tâm cộng đồng Nonthaburi (tiếng Thái: สถานีศูนย์ราชการนนทบุรี, RTGS: Sathani Sun Ratchakan Nonthaburi) là tên hai nhà ga Bangkok MRT, trên Tuyến Tím và Tuyến Hồng. Nhà ga nằm trên Đường Rattanathibet ở tỉnh Nonthaburi. Nhà ga mở cửa ngày 6 tháng 8 năm 2016 trên Tuyến Tím, vào ngày 21 tháng 11 năm 2023 trên Tuyến Hồng.

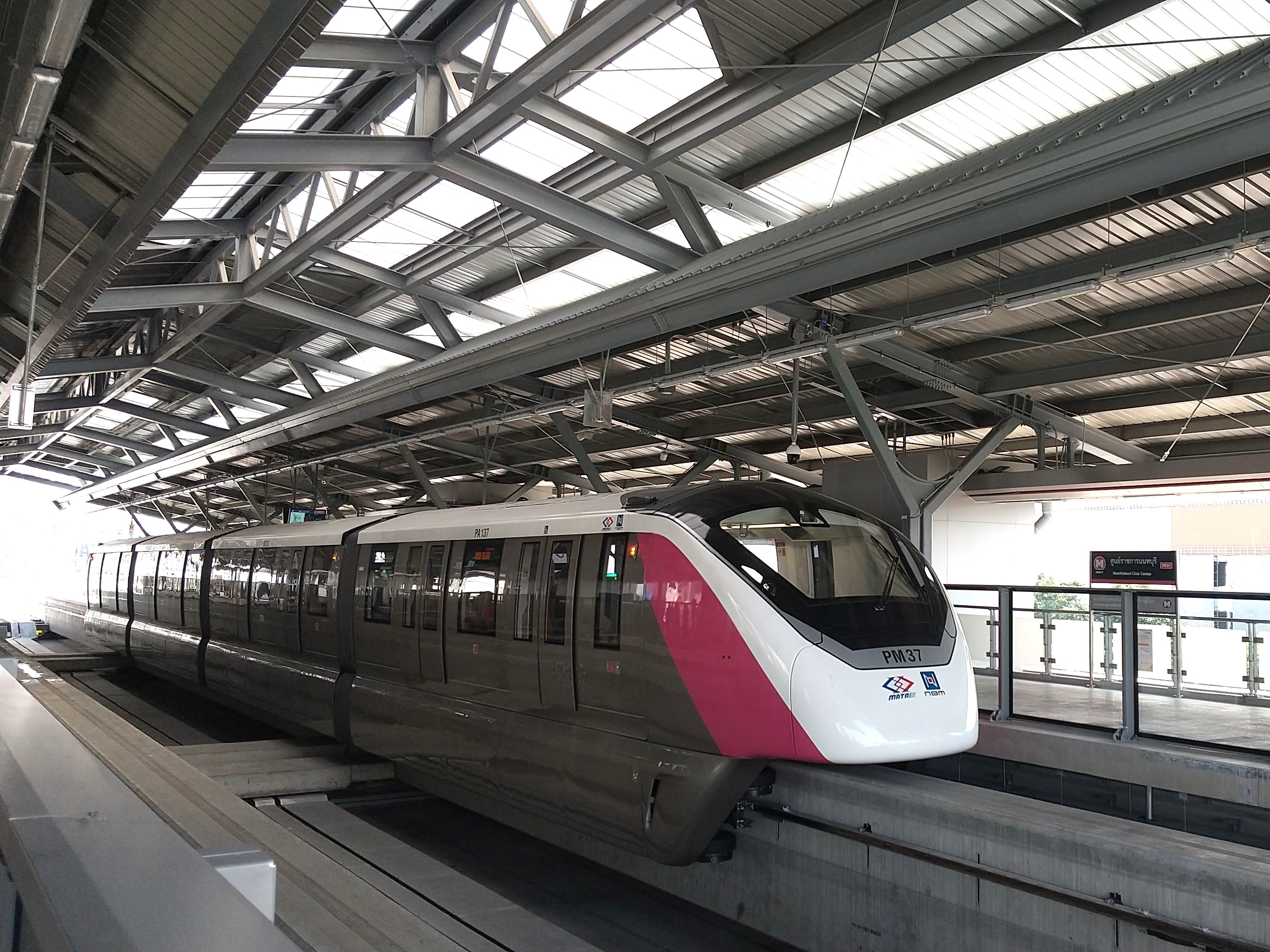
Ke ga Tuyến Hồng

Nhà ga nằm trên đường Rattanathibet cách không xa nút giao Khae Rai. Về phía Bắc, ga Tuyến Tím phục vụ hành khách từ vặn phòng huyện Mueang Nonthaburi. Về phía Nam, phục vụ cho cư dân vùng Samakkhi, Boss Hotel, đồn cảnh sát tỉnh, trung tâm cảnh báo thiên tai quốc gia và trậm vệ tinh Thaicom. Ga Tuyến Hồng có thể truy cập đến Esplanade Cineplex Ngamwongwan-Khaerai và gần siêu thị Tesco Lotus.